# Rivière Noire (vattendrag i Kanada, Québec, lat 45,27, long -73,71)
Rivière Noire är ett vattendrag i Kanada.   Det ligger i provinsen Québec, i den sydöstra delen av landet, 160 km öster om huvudstaden Ottawa.
Trakten runt Rivière Noire består till största delen av jordbruksmark. Runt Rivière Noire är det ganska tätbefolkat, med 75 invånare per kvadratkilometer.